# بيل هندرسون (منتج أسطوانات)
بيل هندرسون هو مغن مؤلف ومنتج أسطوانات كندي، ولد في 6 نوفمبر 1944 في فانكوفر في كندا.

## وصلات خارجية
- الموقع الرسمي
- بيل هندرسون على موقع ميوزك برينز (الإنجليزية)
- بيل هندرسون على موقع ديسكوغز (الإنجليزية)